# The Chameleons
The Chameleons sind eine englische Rockband aus dem Umfeld des Post-Punk.

## Bandgeschichte

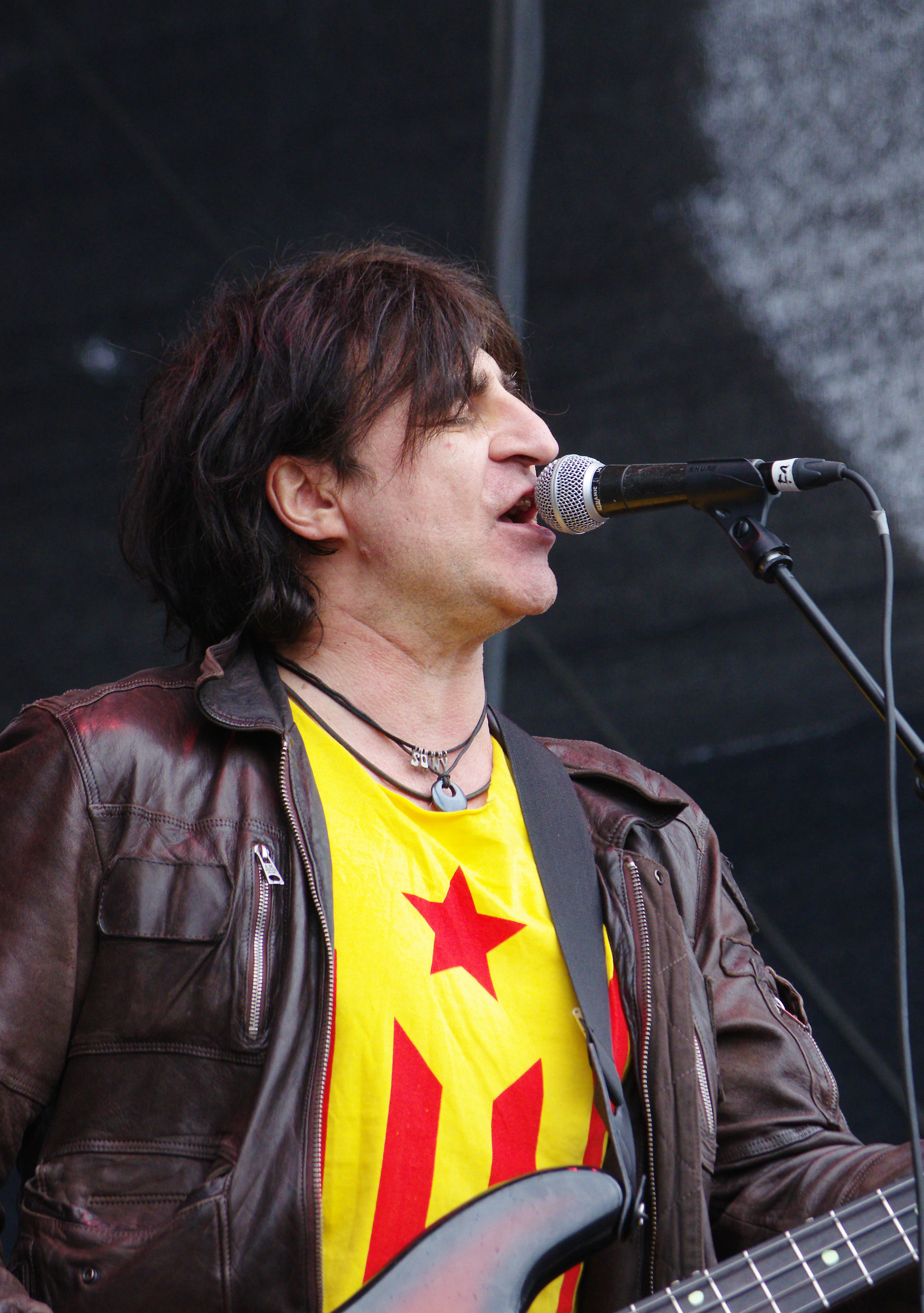
Mark Burgess bei Rock in den Ruinen 2013 in Dortmund

The Chameleons wurden 1981 in Middleton/Greater Manchester (England) gegründet. Im Gegensatz zu artverwandten Bands wie U2, Joy Division, Psychedelic Furs oder Echo & The Bunnymen gelang ihnen mit ihren düster-melancholischen, von verhallten Doppel-Gitarren dominierten Songs kein nennenswerter kommerzieller Durchbruch. Dennoch wird ihr 1983 erschienenes Debütalbum Script of the Bridge heute zu den wichtigsten Platten des Post-Punk gerechnet. 1985 folgte die zweite Platte What Does Anything Mean? Basically. Als sich mit dem dritten Longplayer Strange Times endlich größerer Erfolg ankündigte und die letzte Single Swamp Thing zumindest kurzfristig in die UK TOP 100 einstieg, löste sich die Band nach dem Tod ihres Managers und väterlichen Freunds Tony Fletcher 1987 überraschend auf. Grund waren interne Streitereien zwischen Sänger und Bassist Mark Burgess und Gitarrist Dave Fielding.
Nachdem die Bandmitglieder in den folgenden Jahren diverse Seiten- und Soloprojekte verfolgt hatten (u. a. The Reegs, The Sun and the Moon, Invincible), reformierte sich die Gruppe im Jahr 2000 und nahm die Akustik-Alben Strip und This Never Ending Now sowie neues Material auf, das auf dem Album Why Call It Anything veröffentlicht wurde. Trotz teils wohlwollender Kritiken blieb der Verkauf der Comeback-Scheibe allerdings unter den Erwartungen. Nach anfangs erfolgreichen Tourneen durch Europa und die USA geriet die Karriere der Gruppe abermals ins Stocken, und es kam 2002 – auf der bandeigenen Website – zum erneuten Zerwürfnis. Heute berufen sich Bands wie etwa Interpol oder die Editors auf The Chameleons, das Dark-Wave-Duo Soul in Isolation benannte sich nach dem gleichnamigen Song der Gruppe.
Ab 2005 war der Frontmann von „Manchesters most underrated band“, Mark Burgess, mit einer neuen Formation aktiv – nach dessen Spitznamen schlicht Bird benannt. Im Herbst 2005 tourte das Trio als Vorband von New Model Army durch Großbritannien und spielte anschließend einige Konzerte in Italien. Im Frühjahr 2007 folgte eine Club-Tour durch die USA. Zwischen 2007 und 2010 war Burgess an der Entstehung der ersten drei Alben der Gruppe Black Swan Lane beteiligt. Einige Jahre gaben Mark Burgess und John Lever zudem Konzerte unter dem Namen Chameleons Vox, bei denen sie mit weiteren Gastmusikern die alten The Chameleons-Songs live präsentieren. Im November 2013 brachte Burgess mit diesem Projekt vier neue Tracks auf der EP M+D=1(8) heraus, bereits ohne Lever am Schlagzeug, der am 13. März 2017 verstarb. Die aktuelle Besetzung der ChameleonsVox besteht neben Burgess (Gesang/Bass) aus Yves Altana (Schlagzeug), Neil Dwerryhouse (Gitarre) und Chris Oliver (Gitarre).
2008 wurde anlässlich seines 25-jährigen Vinyljubiläums das Debütalbum von The Chameleons Script of the Bridge als Deluxe-Ausgabe wiederveröffentlicht – remastert und mit Bonusmaterial versehen. 2009 erschien eine Collectors Edition ihres zweiten Studioalbums What Does Anything Mean? Basically, ebenfalls remastert und mit einer Bonus-CD, auf der Demoversionen der Albumtitel enthalten sind. Mark Burgess’ im Frühjahr 2007 im Selbstverlag erschienene Autobiografie View From A Hill bietet einen Einblick in die Musikszene Manchesters zwischen Post-Punk, New Wave und Britpop.
2014 spielte John Lever mit dem Gitarristen der Gruppe Dave Fielding ein Album unter dem Namen Red-Sided Garter Snakes ein.

## Diskografie

### Studio-Alben
- 1983: Script of the Bridge
- 1985: What Does Anything Mean? Basically
- 1986: Strange Times
- 2000: Strip
- 2001: Why Call It Anything
- 2002: This Never Ending Now
- 2008: Script of the Bridge – 25th Anniversary Edition (Remastered)
- 2009: What Does Anything Mean? Basically – Collectors Edition (Remastered)

### Livealben
- 1985: Live at the Markthalle, Hamburg
- 1986: Hey Mr. Undecided (Live at the Camden Palace)
- 1986: Eclipse of the Sun (Live in London)
- 1986: Roughnecks
- 1990: Tripping Dogs
- 1990: Still in Love with Melancholy …
- 1992: Live in Toronto
- 1992: Here Today … Gone Tomorrow
- 1992: Here Today … Gone Tomorrow/Live in Toronto
- 1993: Radio 1 Evening Show Sessions
- 1993: Free Trade Hall Rehearsal
- 1993: Aufführung in Berlin
- 1993: Dali’s Picture
- 1993: Dali’s Picture/Aufführung in Berlin
- 1994: Northern Songs
- 1996: Live at the Gallery Club Manchester
- 1996: Live Shreds
- 2000: Live at the Witchwood
- 2002: Live at the Academy

### Singles
- 1982: In Shreds
- 1983: Up the Down Escalator
- 1983: Don’t Fall
- 1983: As High As You Can Go
- 1983: A Person Isn’t Safe Anywhere These Days
- 1985: One Flesh
- 1985: Singing Rule Britannia (While the Walls Close In)
- 1986: The Wait Until Dark E.P.
- 1986: Mad Jack
- 1986: Tears
- 1986: Swamp Thing
- 1986: Tears/Swamp Thing (Limited Double Single)
- 1986: The Fan and the Bellows (Promo)
- 1990: Tony Fletcher Walked on Water EP … La La La La La – La La – La La
- 1990: Here Today (Split-12″ with the New Fast Automatic Daffodils – Promo for Peel Session Album)

### Kompilationen
- 1986: The Fan and the Bellows
- 1990: John Peel Sessions
- 1997: Return of the Roughnecks: The Best of the Chameleons
- 2010: Acoustic Sessions: This Never Ending Now & Strip (Remastered)
- 2013: Dreams in Celluloid